# Komisje szpitalne
Komisje szpitalne – instytucje pomocy społecznej, powołane w  1775, przez Sejm rozbiorowy, osobno dla Korony i Litwy, na mocy tzw. "Konstytucji szpitalnej". Zwano je też "Komisjami nad Szpitalami".
Zajmowały się  zakładaniem szpitali, przytułków, domów starców, reformą służby zdrowia, powoływaniem lekarzy, aptekarzy, organizowaniem pomocy dla inwalidów, zwalczaniem żebractwa, zapobieganiem epidemiom i sprawami dobroczynności. Planowano w każdym województwie utworzyć przynajmniej jeden szpital generalny, który miałby przyjmować osoby niezdolne do pracy, sieroty, kobiety ciężarne i chorych.
Z braku funduszy ich uprawnienia przekazano w 1780 komisjom dobrego porządku.  Z powodu krótkiego okresu działania trudno jest ocenić faktyczny dorobek komisji.